# The Age of Stupid
The Age of Stupid (Brasil: A Era da Estupidez ) é um filme de 2009 dirigido por Franny Armstrong e produzido por Lizzie Gillett.
A produção executiva é de John Battsek, produtor de One Day in September.
O filme é um híbrido de drama-documentário-animação estrelando Pete Postlethwaite como um homem que vive sozinho no mundo devastado de 2055, vendo imagens de arquivo a partir de 2008 e perguntando: Por que não nos salvamos quando tivemos chance?

## Enredo
A história começa no ano de 2055. Um homem conhecido como o arquivista de toda a arte e dos conhecimentos adquiridos no mundo, interpretado por Pete Postlethwaite, revê filmes arquivados do passado buscando a resposta para a pergunta "quando poderíamos ter salvo a nós mesmos?". As filmagens que ele analisa consistem de reportagens mostrando os efeitos das alterações climáticas que estão entrelaçadas com seis histórias individuais:
- Al Duvernay é mostrado por ter ajudado na sequência do Furacão Katrina. Ele também reflete sobre seu trabalho na indústria do petróleo e de recursos valiosos como estão sendo desperdiçados.

- Um homem de negócios indiano, Jehangir Wadia, fala sobre o início de sua companhia aérea de baixo custo GoAir, e seu desejo de que todas as pessoas e não apenas os ricos possam se dar ao luxo de viajar de avião.

- Uma família iraquiana, que fugiu para a Jordânia por causa da Guerra do Iraque, conta a história da morte de seus pais. O foco é em duas crianças da família, Jamila e Adnan.

- Uma família de ingleses que faz uma excursão na geleira de Mont Blanc, na França, com seu guia Fernand Pareau, de oitenta e dois anos. Fernand é um habitante local que viu as geleiras diminuirem maciçamente no decorrer de sua vida. O guia também é indicado a tomar medidas contra a expansão da infra-estrutura rodoviária na sua área.

- O pai da mesma família inglesa, Guy Piers, fala sobre seus esforços para desenvolver parques eólicos e como foi impedido por pessoas que professam um compromisso de lutar contra o aquecimento global por não quererem uma turbina de vento destruindo a paisagem.

- Layefa Malemi é uma nigeriana que luta contra a pobreza, apesar da riqueza em petróleo de seu país. Ela conta sobre a aspiração de se tornar estudante de medicina e o impacto diário da exploração de óleo pela empresa Shell da Nigéria sobre a saúde, segurança e ambiente do país.

Ao final, um avanço rápido de 2008 até 2054 mostra os efeitos de se ignorar os sinais de mudança climática. A mensagem do arquivista é irradiada para o espaço.

## Lançamento
A estréia do filme no Reino Unido ocorreu em 15 de março de 2009, em uma tenda de cinema abastecida por energia solar na Leicester Square, em Londres. A transmissão estava ligada por satélites a outros 62 cinemas pelo Reino Unido. A estréia entrou para o Guinness World Records como a maior já realizada para um filme, no que se refere a número de telas em que foi exibido. Durante as discussões após a exibição, a estrela do filme, Pete Postlethwaite, ameaçou retornar sua Ordem do Império Britânico caso o governo permitisse a continuidade da controversa usina termoelétrica Kingsnorth, em Kent. O president Mohammed Nasheed recebeu aplausos ao anunciar que as Maldivas seriam o primeiro país do mundo a ter neutralidade de carbono.